# Анастас Бешков
Вижте пояснителната страница за други личности с името Бешков.
Анастас Стоянов Бешков е български академик и професор икономогеограф работил в областта на икономическата география, транспорта, промишлеността и икономическото райониране. 

## Биография
Анастас Стоянов Бешков е роден в семейство на учители От родителите си, живели в Русия и завършили образование в Одеса, наследява влечение към музиката и руската култура. Одеса посещава с родителите си още като дете през 1909 г. Пет години по-късно с търговски кораб извършва първото си истинско пътешествие от Варна през Цариград до Пирея, Атина и някои острови в Егейско море.
През следващата 1915 г. завършва гимназия и постъпва в Школата за запасни офицери в Княжево (1916), откъдето е изпратен като офицерски кандидат на фронтовете на Първата световна война – първо на добруджанския, а после на южния. След пробива при Добро поле през септември 1918 г. попада в плен на френски военни части. Освободен е на другата година и се връща в родния си град, където 2 години работи като банков и митнически чиновник. 

### Образование
В началото на 1922 г. заминава за Германия и завършва висше образование в Лайпцигското висше търговско училище (1924). По време на следването си посещава лекции и по география (на професорите Е. Фридрих и В. Фолц), които по-късно оказват влияние за трайното му ориентиране към икономическата география. В Лайпциг Анастас Бешков се запознава с младия асистент Густав Стратил-Зауер (по-късно професор по география), който го кани на експедиция в слабопроучените Понтийски планини в североизточна Турция съпроводено с географски наблюдения, топографско картиране и фото заснемане на различни обекти което продължава от ноември 1924 година до април 1926 година.
Това събитие преориентира окончателно научните интереси на Анастас Бешков към географията. След завръщането си в България той се записва за студент по география в Софийския университет и едновременно със следването работи като учител в Търговското училище „Меркурий“, а малко по късно Анастас Бешков е избран и за председател на студентското научно дружество по география. Силно впечатление прави дипломната му работа „Източен Понтус, географски преглед с особен оглед на стопанството му“ (1930).
Темата е разработена въз основа на негови лични наблюдения и материали, събрани при пътуването му в Турция през 1924 – 1925 г. и има не само оригинален, но и преносен характер, защото дава цялостна географска характеристика за малко известните тогава планина в Мала Азия. Тази първа научна работа е началото на неговия творчески път – със склонност към оригинални иконом-географски изследвания. Тя остава като ръкопис и е малко известна на географската общност.

## Активен период
Анастас Бешков израства и се оформя като учен в сложна и преходна епоха, белязана от две световни войни и разделянето на света на два антагонистични политически, икономически и военни лагера. По време на събитията около 9 септември 1944 г. проф. Бешков е мобилизиран за няколко месеца като капитан в интендантството в гр. Русе. След Втората световна война и поредната национална катастрофа предстои мечтаната от едни, наложена за други промяна в политическата и стопанска система.
Професор Бешков вижда нова възможност икономическата география да се превърне от описателна в автентично приложна дисциплина и отдава всички сили, опит и знания за това. През лятото на 1947 г. той е преместен с указ като професор в специалност география в Софийския университет „Кл. Охридски“, но продължава да чете лекции и в Свищов. През следващата година проф. Бешков е назначен за ръководител на катедра „Обща стопанска география“, която ръководи до 1958 г., когато се пенсионира по здравословни причини.
Под неговото талантливо перо излизат десетки научно популярни статии и книгите „Турция“ (1950), „Богата и прекрасна е нашата родина“ (1953 – в съавт. с Л. Мелнишки), „Задбалкански котловини“ (1954 – в съавт. с П. Пенчев), „Египет“ (1956 – в съавт. с Л. Мелнишки), „Иран“ (1958 – в съавт. с Л. Мелнишки), „Швеция и Норвегия“ (1961 – в съавт. с Л. Мелнишки). Десетки са и лекциите, беседите и сказките, които Ан. Бешков изнася пред различни дружества и организации. Географията на България той популяризира и на немски език в книгата си „Volksrepublik Bulgarien. Natur und Wirtschaft“, издадена в Берлин (1960).

### Преподавателска дейност
След като завършва с отличие второто си висше образование, Анастас Бешков постъпва като учител по география в Софийската търговска гимназия (1930) попадайки в среда на изтъкнати и ерудирани професори с прогресивни разбирания. Там работи 7 години като организира географски кабинет в гимназията и го оборудва с оригинални помагала, които прави с помощта на учениците. Този период се оказва за него много плодотворен – тук той написва едни от най-значимите си трудове.
Основни научни проблеми, върху които работи и върху които прави сериозни приносни са изследванията му за транспортът и по-точно железопътният, абсолютният хорологизъм в антропо-географията, учението на Малтус в светлината на стопанската география и др. Написва три училищни учебника по стопанска география, отличаващи се с богат илюстративен материал: за ІV (1937), VІ (1938, 1940, 1943) и VІІ клас (1939), както и учебното помагало „Географски четива за Америка, Африка и Австралия“ (1940 – в съавт. с Л. Мелнишки).
Като изключително отговорна личност към преподавателската си дейност, той подготвя за своите студенти повече от 10 учебници. Освен че са първите университетски учебни помагала, издадени в България по тази тематика, те са и оригинални, написани на високо научно ниво и съдържащи огромна информация, която по онова време студентите трудно биха намерили другаде. Вмъкнати са много карти, диаграми и друг илюстративен материал, по-голяма част от който авторски.
Обаятелен и изключително ерудиран преподавател, той спечелва любовта на своите ученици и колеги и издига авторитета на географията като учебен предмет. Успява да пътува и в чужбина – Гърция, Египет и Унгария. Същевременно се занимава и с активна изследователска работа и публикува първите си научни трудове, сред които оригинална студия за стопанското райониране на България (1937) – първо за страната.

### Участия
С името на професор Анастас Бешков са свързани и две от фундаменталните издания на Географския институт. Той организира и ръководи работата по съставянето на монографията „Икономическа география“, т. ІІ (1961) на двутомната „География на България“, в която е редактор и автор. Високата картографска култура на професор Бешков и неговата инициативност са причина през 1960 г. да се създаде Инициативен комитет под негово председателство за изработване и издаване на национален географски атлас.
„Атлас на НР България“ излиза от печат през 1973 г. и все още е единственият за страната. Анастас Бешков участва активно в редица международни форуми като ІV конгрес на славянските географи и етнографи в София (1936 – секретар на секция „Областна география, методика на географията“), ІІ конгрес на Всесъюзното географско дружество на СССР в Москва (1955), ХІХ международен географски конгрес в Стокхолм (1960).
Професор Бешков е ангажиран непрекъснато и с редакторска дейност: главен редактор и член на редакционната колегия на Известия на българското географско дружество (1953 – 1964), член на редакционната колегия на Известия на Географския институт при БАН (1954 – 1964) и на сп. „Географски преглед“ (1946 – 1950); член на главната редакция на Кратка българска енциклопедия (т. І-V); член на редакционната колегия и автор на „Учебен географски атлас“, (1960).

## Кончина
Изцяло отдаден на географията, професор Анастас Бешков работи неуморно и безпощадно към собственото си здраве, дори след полученото през 1946 година увреждане на сърцето… Така и склопява очи – работейки над любимата си пишеща машина. Професор Анастас Стоянов Бешков умира на 18 януари 1964 година. 

## Приноси
Анастас Бешков успява да постигне много като остави съществени приноси в българската география: полага основите на новото икономическото райониране и на географията на транспорта в България. Той прави и съществени приноси в разработването на важни методологически въпроси от икономическата география и проблеми от стопанската география на България. Експертните мнения на професор Бешков са предшествани от сериозни проучвания и го превръщат в неофициален консултант на държавата при вземане на решения за развитие на отрасли и разполагане на заводи и строителство на железници, канали, пристанища, тунели.
Особено ценен методологически принос е разбирането на Анастас Бешков за икономическия район като обективно съществуваща реалност. Във всички негови работи на тази тема личи стремежът му не само да се разкрият районите, но и да се докаже икономическата ефективност за националното стопанство, ако то се организира и ръководи по икономически райони.

### Признание
Заради заслужения си авторитет и организационни способности е избиран за заместник-декан на Биолого-географския факултет в Софийския университет и Председател на Българското географско дружество (1948 – 1964) – с големи заслуги за спасяване на организацията и активизиране на нейната дейност и за сплотяване на географската общност. През 1948 г. идва и научното признание – избран е за член-кореспондент на БАН.
След основаването на Географския институт на БАН през 1951 г. професор Бешков е привлечен за завеждащ Секцията по икономическа география, която ръководи успешно 14 години, чак до смъртта си. През 1952 г. организира в Института научна сесия за икономо-географското райониране, на която изнася основният доклад за принципите на районирането. Във връзка с научната си дейност професорът многократно е пътувал в бившите СССР по повод на (руско – българските географски експедиции).
По такива поводи той е пребивавал в Югославия, Чехословакия, ГДР, Полша, Румъния, Унгария, Австрия, Швеция и др. В края на 1954 г. професор Бешков става първият български географ посетил Китай, където в продължение на 70 дни той изнася лекции и пътува до Муклен (дн. Шънян), Аншан, Харбин, Шанхай, Кантон (дн. Гуанджоу). Бил е и заместник-директор на Географския институт.
Дейността му в института е тясно свързана с решаването на едни от най-важните за него време практически задачи – транспортните проблеми на Добруджа: обосновка на мястото за изграждане на Азотноторовия завод край Стара Загора (построен през 1963 г.) и идеята за прокарване на плавателен канал от Варна до Девня която се е превърната в проект през 1965 г. а корабоплаване по канала е започнала през 1975 г.

### Награди
- През 1953 година става лауреат на „Димитровска награда“ – най-високото за тогава държавно отличие, присъдено „за изследванията му по икономическите и транспортните въпроси на Добруджа“.
- През 1956 г. по случай 60-годишнината си е награден с орден „Кирил и Методий“ – І степен[4][5], а Българското географско дружество издава сборник в негова чест.
- През 1958 г. професор Анастас Бешков е избран за академик – вторият (след Анастас Иширков) и последен географ, на когото е присъждано най-високото научно звание в България.

### Научни трудове
- Климатът в Горнотракийската низина и памучната култура. – В: Сб. в чест на Ан. Т. Иширков. С., 1933, 109 – 115.
- Стопанскогеографско поделение на България. С., 1934, 192 с.
- Обща стопанска география с обширна встъпителна физикогеографска и антропогеографска част. Свищов, 1938, 394 с.
- Мястото на Горнотракийската низина в нашето земеделско стопанство. – Год. на ВТУ, Свищов, І, 1936/7, 1938. 80 с.
- Влиянието на железопътната линия София – Варна за изменяване на общия облик на някои селища. – Год. на ВТУ, Свищов, ІІІ, 1940, 112 с.
- Песимистичното направление в политическата икономия от гледна точка на стопанската география, Свищов, 1942, 84 с.
- За абсолютния хорологизъм в антропогеографията – Изв. на Бълг. геогр. д-во, т. Х, С., 1943, с. 127 – 135.
- От военновременно към мирновременно стопанство. Стопански план и стопанско райониране. Народостопански архив. Год. І, № 3, 1946, 359 – 380.
- Стопанско значение на река Дунав. – Географски преглед, 1947, № 3, 1 – 5.
- Значение на железопътната линия Ловеч – Троян. – Народостопански архив. Год. ІІ, № 3, 1947, 326 – 335 (в съав. с М. В. Русенов).
- Нашите железопътни строежи и значението им. – Географски преглед, 1948, № 4 – 5, 16 – 20.
- Транспортната проблема на Добруджа – Изв. на Геол., Геогр. и Хим. инс. на БАН, І, 1951, 157 – 182 с.
- Принципи на икономическото райониране на България – Изв. на Геогр. инст. – БАН, т. ІІ, С., 1954, с. 92 – 100.
- За промишлените пристанища Шабла и Девня. – Изв. на Геогр. инст. – БАН, т. ІІІ, С., 1957, с. 47 – 63.
- Водният транспорт в България. – География, 1956, № 4, 1 – 3.
- За избор на мястото на новия азотноторов завод. Иконом. мисъл, год. 11, кн. 1, С., 1957, с. 26 – 43.
- География на промишлеността, селското стопанство и транспорта. С., 1957, 496 с.
- За ефективността на канала Варна – Река Девня – Изв. на бълг. геогр. д-во, т. ІІ (ХІІ), С., 1959, с. 103 – 110
- По въпроса за изменяне облика на нашите селища. – История и география. 1959, № 6, 18 – 21.
- География на България. Т. 2. Икономическа география. С., 1961. раздели: Основни етапи в развитието на народнотостопанство (с. 49 – 59); Транспорт (с. 254 – 276, в съав. с Е. Валев);
- Външни икономически връзки (с. 277 – 294); Въведение (с. 297 – 308, в съав. с Е. Валев);
- Североизточен район (с. 358 – 389, в съавт. с Хр. Маринов).
- За някои принципи в нашето строителство. – Изв. на Висшия финан.-стоп. и-т в Свищов, 4, 1962, 397 – 405.
- По икономогеографското райониране на Северна България. – В: Сб. в чест на чл.-кор. Йордан Захариев. С., 1964, 13 – 28 (в съавторство с Н. Мичев).
- Промени в материалната култура на българското село, станали в последните 20 години – Проблеми на географията на България. С., 1964, 177 – 187.
- Национален атлас на България. – Сп. на БАН, 1964, № 1 – 2, 30 – 34.
- Някои икономогеографски проблеми в НР Китай – Изв. на Иконом. инст. на БАН, 3 – 4, 1965, 167 – 174.